# Seebach (Wernburg)
Seebach ist ein Ortsteil der Gemeinde Wernburg im thüringischen Saale-Orla-Kreis. Der Ortsteil besteht aus zwei Höfen mit insgesamt sechs Einwohnern.

## Lage
Die Ansiedlung Seebach liegt südlich des Ortes Wernburg an einem Nordosthang des Thüringer Schiefergebirges. Die dort befindlichen Anwesen sind über die Landesstraße 1102 erreichbar.

## Verkehr
Im Fahrplanjahr 2017/18 ist Seebach durch folgende Linien an den ÖPNV angebunden:
- Linie 965: Seebach – Gräfendorf – Ranis – Krölpa – Pößneck
- Linie 968: Pößneck – Seebach – Peuschen – Knau

Alle Linien werden von der KomBus betrieben.

## Geschichte
1664 erwarb Hans Georg von Seebach das Gebiet von den Gutsherren von Brandenstein und machte es 1684 zum Vorwerk. Ursprünglich diente es dem Wild- und Waldhüter als Unterkunft, später als Unterstellmöglichkeit für Schafe, Rinder und deren Hüter. 1725 erwarb die Familie von Eschwege das Wernburger Gut und damit auch das dazugehörige Vorwerk. Bis 1758 war es im Besitz der Familie von Schönfeld, bis es durch Einheirat an die Freiherren von Erffa gelangte, in deren Besitz sich das Gut bis 1945 befand. Mit der Bodenreform 1946 wurde das Vorwerk Seebach an die Neubauern Brombach, Blümel und Mörchel (1952 an Kuschick) vergeben. In den 1980er Jahren wurde der Hof Blümel abgerissen, so dass heute nur noch zwei Höfe bestehen.